# Acanthocardia echinata
Espèce
Synonymes
- Cardium echinatum,  Linnaeus, 1758

Acanthocardia echinata (anciennement, Cardium echinatum, littéralement : « coque épineuse ») est une espèce de mollusques marins bivalves du genre Acanthocardia.

## Historique
L'espèce Acanthocardia echinata est décrite en 1758 par Linnaeus sous le protonyme Cardium echinatum,.

### Synonyme
- Cardium echinatum,  Linnaeus, 1758[1].

## Description
Elle vit dans les mers qui baignent l'Europe, notamment sur les côtes méridionales de l'Angleterre. Grâce à son long pied rouge en forme de « fer de hache », elle se déplace sur les fonds marins. Elle est caractérisée par une coquille comportant environ 20 côtes rayonnantes et une taille de 4 à 5 cm.
Ce coquillage est comestible, sa chair est extrêmement appréciée[réf. nécessaire].

## Galerie

Acanthocardia echinata Valve droite
Acanthocardia echinata Valve gauche

Acanthocardia echinata duregni Valve droite
Acanthocardia echinata duregni Valve gauche

Acanthocardia echinata mucronata Valve droite
Acanthocardia echinata mucronata Valve gauche

### Publication originale
- [1758] (la) Carl von Linné et Lars Salvius, Systema Naturæ : Per Regna Tria Naturæ, Secundum Classes, Ordines, Genera, Species, Cum Characteribus, Differentiis, Synonymis, Locis, Stockholm, Impensis direct. Laurentii Salvii, 1785, 10e éd. (OCLC 220618172, DOI 10.5962/BHL.TITLE.542). .